# 香港高等教育科技學院

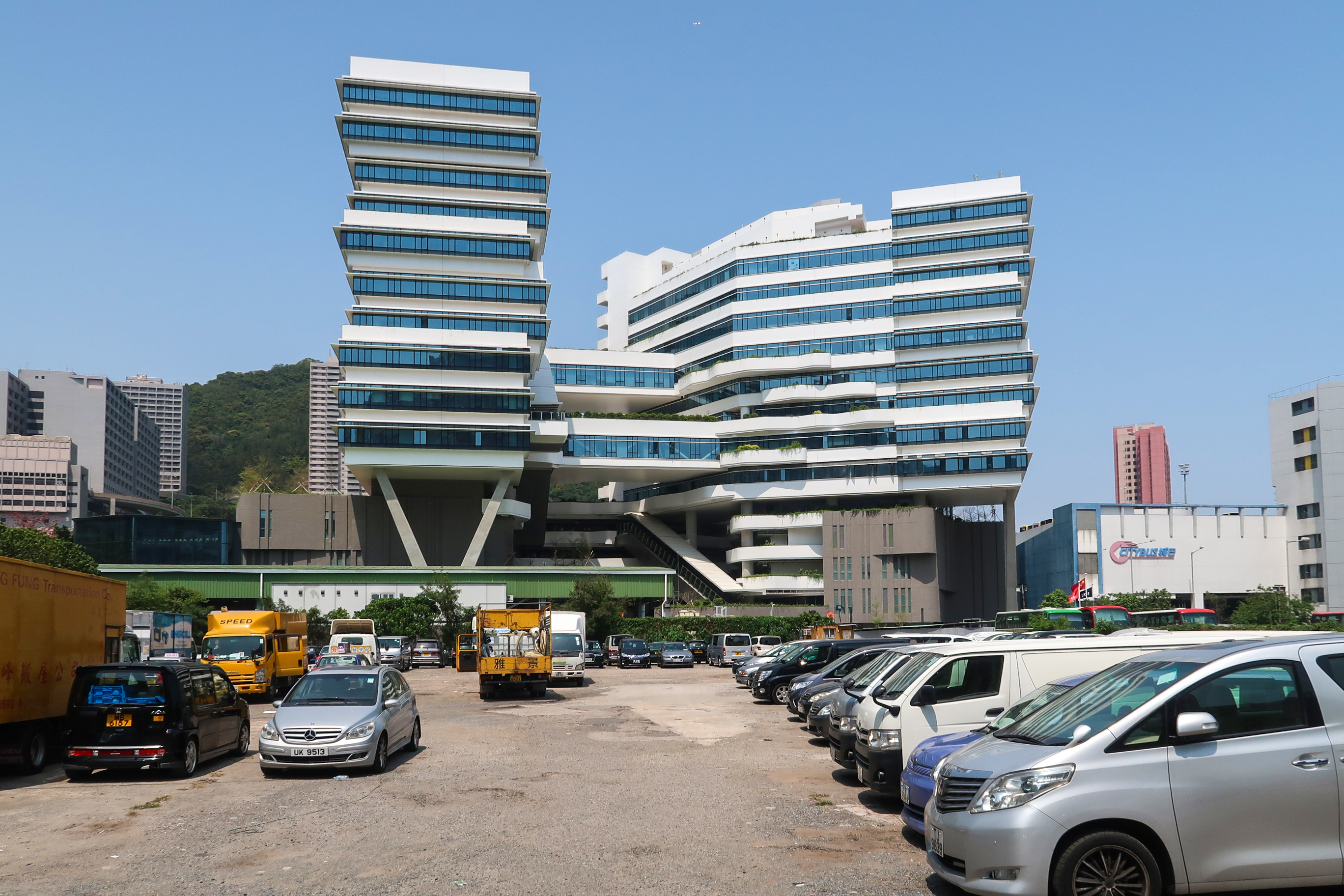
2018年落成的柴灣主校園

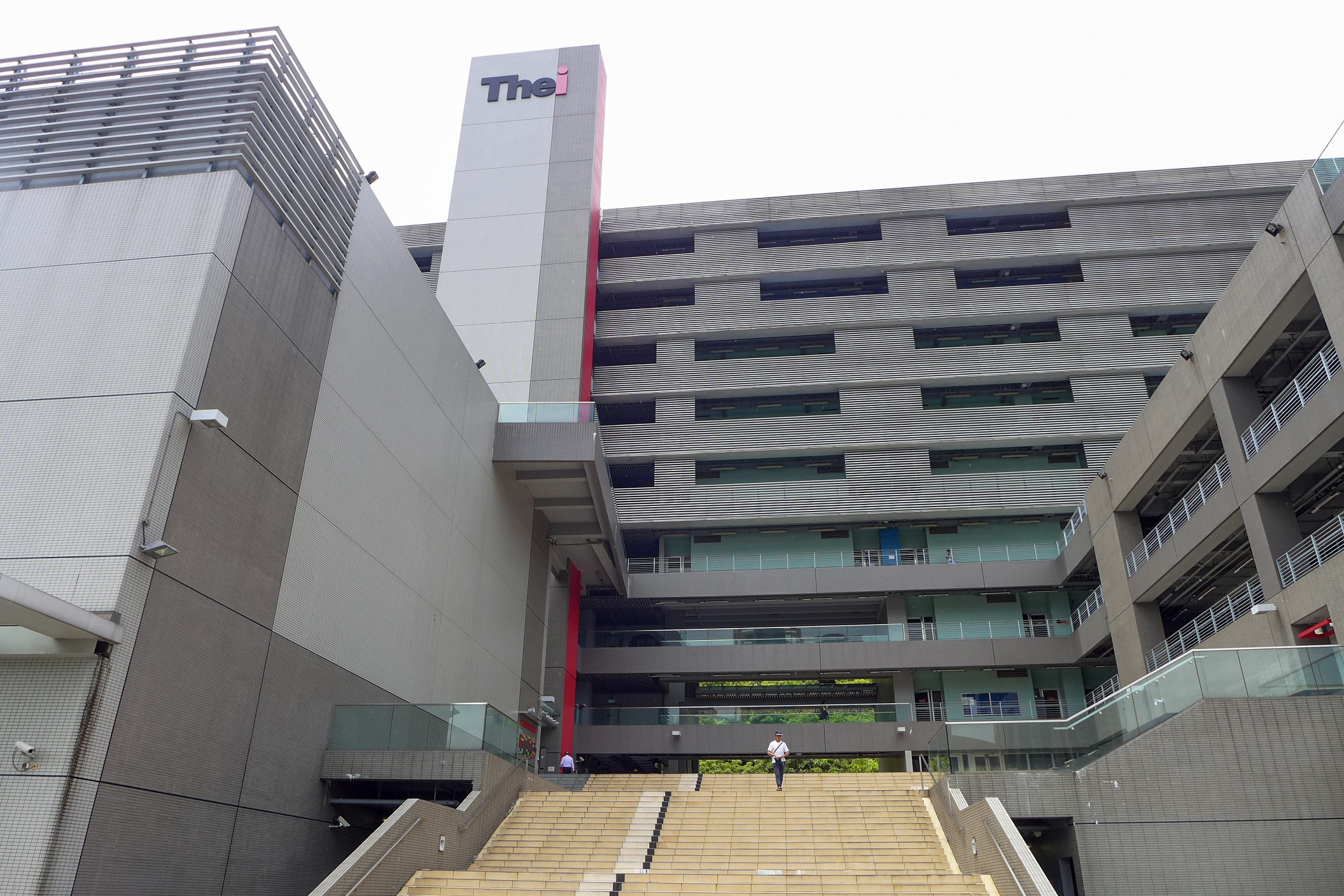
青衣的附屬校舍

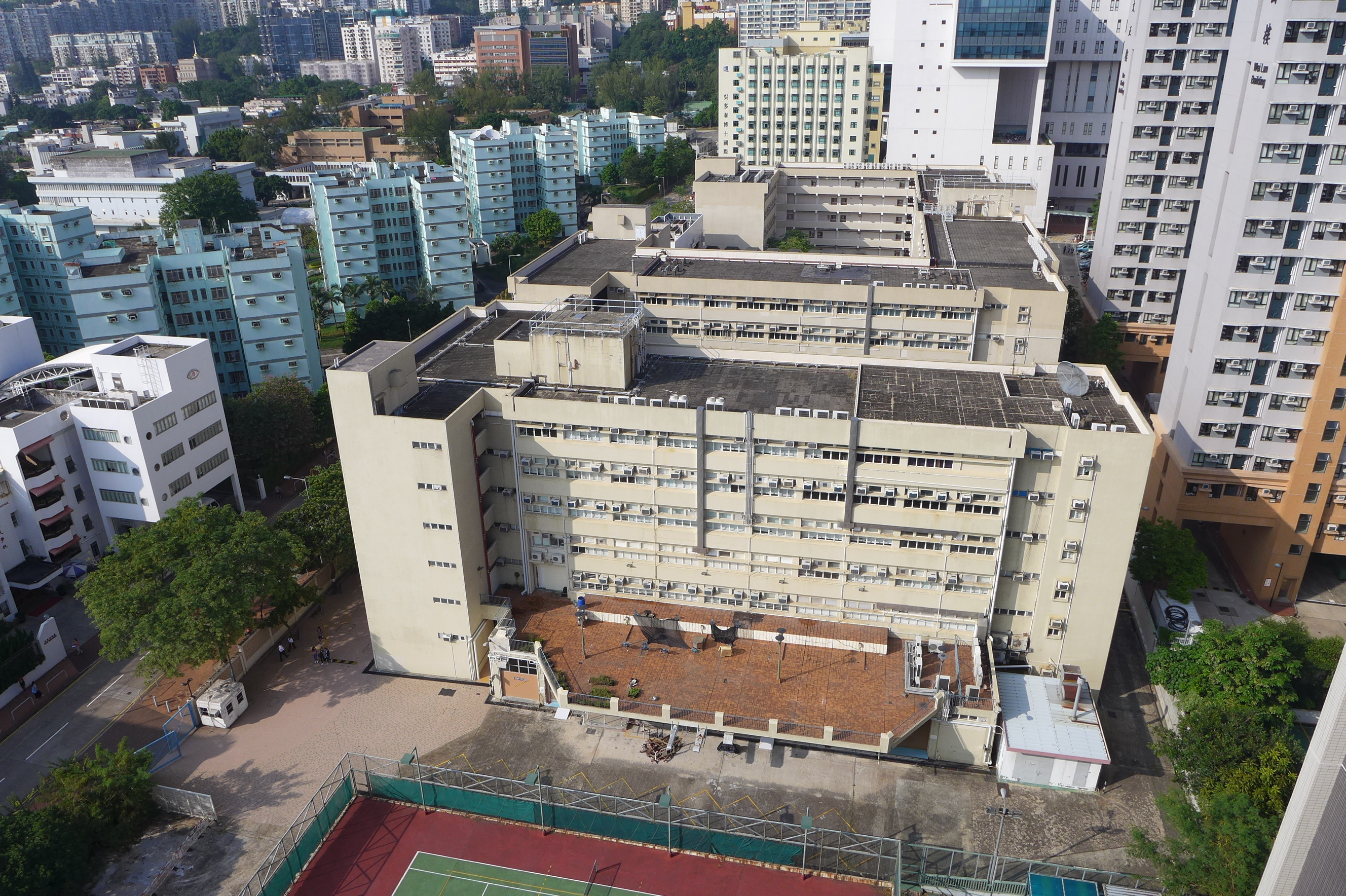
目前已交還的九龍塘校舍

香港高等教育科技學院（簡稱THEi高科院，縮寫：THEi），是香港職業訓練局屬下的專上院校，於2012年成立，提供自資學士學位課程。學院現有兩個校園，包括柴灣主校園與青衣附屬校園，並在青衣設學生宿舍。學院現籌備發展成為應用科學大學。

## 簡介
學院的永久校舍地皮於2012年5月批出，位於柴灣盛泰道133號，鄰近香港專業教育學院柴灣分校，由呂元祥建築師事務所設計，聯力建築承建。立法會財務委員會於同年7月通過批出的六億七千萬元貸款興建新校舍，新校舍已於2018年1月落成，並於2017/18學年第二學期開始使用。
在柴灣主校園落成前，毗鄰香港專業教育學院青衣分校的THEi大樓曾經用作主要校園，目前改為附屬校園。2015年1月起，部份學系遷入九龍塘聯褔道前香港專業教育學院（李惠利）用臨時校舍（已遷往調景嶺的新校舍，原址交予香港浸會大學及東華三院，用作浸大擴建地盤及興建東華三院包玉星學校）。THEi高科院附屬校舍大樓設有演講廳、禮堂、課室、咖啡室、電腦室、實驗室、籃球場及各種專科設施等，旁邊建有學生宿舍（前身為職訓局教職員宿舍霍英東樓，2013年拆卸），於2016年落成。THEi高科院於2011年2月入駐原工商資訊學院大樓（大樓本已於2003年完工），樓高10層，2至10樓設有升降機。1、2樓是校園平台，設有演講廳 、禮堂、學生發展處、籃球場等，而3至10樓是教學大樓，咖啡廳設於大樓4樓。校園只有1、2及4樓與香港專業教育學院青衣分校相通。
同年9月，學院的中文名稱由「香港高等科技教育學院」改名為「香港高等教育科技學院」，而英文名稱維持不變。
THEi高科院現時提供的所有學士學位課程，均通過香港學術及職業資歷評審局評審，並將於2015/16學年新增四個四年制課程，包括園藝及園境管理、公共關係及管理、食品科學及安全，以及屋宇設備工程學位課程。
2015/16學年起，香港政府推出「指定專業／界別課程資助計劃」（SSSDP），資助學生修讀經本地評審的指定全日制自資學士學位課程，以培育切合本港社會及經濟需要的人才。THEi高科院的九個學士學位課程（2024/25學年）獲納入此計劃，包括：
- 時裝設計（榮譽）文學士；
- 產品設計（榮譽）文學士；
- 園境建築（榮譽）文學士；
- 廚藝及管理（榮譽）文學士；
- 土木工程（榮譽）工學士；
- 園藝樹藝及園境管理（榮譽）理學士；
- 測量學（榮譽）理學士；
- 運動及康樂管理（榮譽）社會科學學士；
- 屋宇設備工程（榮譽）工學士

校長劉建德教授於2023年10月3日公布，THEi高科院2023-24學年收生人數截至9月15日為止已接近1,100人，較去年升幅高達50%。當中以全新課程綠色工程與可持續發展（榮譽）理學士、屋宇設備工程（榮譽）工學士、公共關係及國際項目管理（榮譽）文學士、中藥藥劑學（榮譽）理學士、資訊及通訊科技（榮譽）理學士、土木工程（榮譽）工學士、酒店營運管理（榮譽）文學士升幅最高。 

## 學院及課程
目前，香港高等教育科技學院有部分課程被列入指定專業／界別課程資助計劃，並透過大學聯合招生辦法（JUPAS）收生。持香港中學文憑試、香港高級程度會考、或其他本地或非本地學歷之申請者亦可透過職業訓練局（VTC）「網上統一收生計劃」申請入讀部分全日制學士學位課程。

### 設計及建築學系
- 數碼廣告（榮譽）文學士學位課程 Bachelor of Arts（Honours）in Digital Advertising
- 時裝設計（榮譽）文學士學位課程 Bachelor of Arts（Honours）in Fashion Design（大學聯招課程編號：JSSV01）
- 產品設計（榮譽）文學士學位課程 Bachelor of Arts（Honours）in Product Design（大學聯招課程編號：JSSV02）
- 園境建築（榮譽）文學士學位課程 Bachelor of Arts（Honours）in Landscape Architecture（大學聯招課程編號：JSSV03）
- 測量學（榮譽）理學士學位課程 Bachelor of Science（Honours）in Surveying（大學聯招課程編號：JSSV08）
- 園境建築專業文憑課程 Professional Diploma in Landscape Architecture
- 園境建築文學碩士 Master of Arts Landscape Architecture

### 數碼創新及科技學系
- 資訊及通訊科技（榮譽）理學士學位課程 Bachelor of Science（Honours）in Information and Communications Technology（大學聯招課程編號：JSSV12）
- 創新及多媒體科技（榮譽）理學士學位課程 Bachelor of Science（Honours）in Multimedia Technology and Innovation（大學聯招課程編號：JSSV11）
- 電影藝術及科技（榮譽）文學士 Bachelor of Arts (Honours) in Cinematic Arts and Technology
- 網絡安全（榮譽）理學士 Bachelor of Science (Honours) in Cyber Security（銜接學士學位）
- 音樂科技及管理（榮譽）文學士 Bachelor of Arts (Honours) in Music Technology and Management

### 酒店餐飲及工商管理學系
- 廚藝及管理（榮譽）文學士學位課程 Bachelor of Arts（Honours）in Culinary Arts and Management（大學聯招課程編號：JSSV04）
- 酒店營運管理（榮譽）文學士學位課程 Bachelor of Arts（Honours）in Hotel Operations Management
- 專業會計（榮譽）文學士學位課程 Bachelor of Arts（Honours）in Professional Accounting
- 公共關係及國際項目管理（榮譽）文學士學位課程 Bachelor of Arts（Honours）in Public Relations and International Events Management
- 數碼轉型工商管理碩士 Master of Business Administration in Digital Transformation

### 運動及康樂學系
- 運動及康樂管理（榮譽）社會科學學士學位課程 Bachelor of Social Sciences（Honours）in Sports and Recreation Management（大學聯招課程編號：JSSV09）
- 運動教練（榮譽）社會科學學士學位課程 Bachelor of Social Sciences（Honours）in Sports Coaching

### 建造、環境及工程學系
- 土木工程（榮譽）工學士學位課程 Bachelor of Engineering（Honours）in Civil Engineering（大學聯招課程編號:JSSV05）（已得到HKIE Full Accreditation）
- 飛機工程（榮譽）工學士學位課程 Bachelor of Engineering (Honours) in Aircraft Engineering
- 綠色工程與可持續發展(榮譽)理學士 Bachelor of Science (Honours) Green Engineering and Sustainability
- 屋宇設備工程（榮譽）工學士學位課程 Bachelor of Engineering（Honours）in Building Services Engineering（已得到HKIE Full Accreditation）（大學聯招課程編號：JSSV10）
- 智能製造（榮譽）工學士學位課程 Bachelor of Engineering (Honours) in Digital Manufacturing （銜接學位課程）
- 園藝樹藝及園境管理（榮譽）理學士學位課程 Bachelor of Science（Honours) in Horticulture, Arboriculture and Landscape Management（大學聯招課程編號：JSSV07）
- 屋宇設備工程專業文憑課程 Professional Diploma in Building Service Engineering
- 建築信息模擬專業文憑課程 Professional Diploma in Building Information Modelling
- 園藝樹藝及園境管理專業文憑課程 Professional Diploma in Horticulture, Arboriculture and Landscape Management
- 升降機及自動梯大師級專業文憑Professional Diploma Meister in Lift and Escalator Engineering
- 電力工程大師級專業文憑Professional Diploma Meister in Power Electrical Engineering
- 草坪科學與管理專業證書課程 Professional Certificate Turfgrass Science and Management

### 食品及健康科學學系
- 營養及健康管理（榮譽）理學士學位課程 Bachelor of Science (Honours) in Nutrition and Healthcare Management
- 中藥藥劑學（榮譽）理學士學位課程 Bachelor of Science (Honours) in Chinese Medicinal Pharmacy
- 食品科學及安全（榮譽）理學士學位課程 Bachelor of Science（Honours）in Food Science and Safety
- 檢測和認證（榮譽）理學士學位課程 Bachelor of Science（Honours）in Testing and Certification

## 申請升格大學進度
該院計劃申請升格為“應用科學大學”，其「運動及康樂管理」與「建築環境」範疇已通過學科範圍評審（PAA）；而第三個範疇，即電腦科學與資訊科技亦正準備當中，預計2026年全部完成。 
| 路線 | 達標情況（日期） |
| --- | ---------------- |
| 至少在三個範疇獲得學科範圍評審資格，而有關資格可以是相關學科範圍下的子範圍，但必須分屬不同的學科範圍                                                       |                  |
| 展示若干程度的研究能力，成功獲得公帑資助計劃下與研究有關的資助                                                                                             |                  |
| 在緊接申請大學名銜前連續兩個學年，其修讀學位課程的學生人數（相等於全日制學生人數）最少達1,500人                                                            |                  |
| 獲取香港學術及職業資歷評審局院校評審資格，以證明有關院校在管治及管理、財政可持續性、學術環境、質素保證及研究能力方面，基本上已有能力達到一所大學應有的水準 |                  |

## 業界合作
- Microsoft香港[12]

## 著名校友
- 李瑋樂：藝名笑波子，香港著名YouTuber，於2016年畢業於土木工程（榮譽）工學士。
- 郭柏姸：無綫電視女藝員，曾經奪得2020年度香港小姐競選季軍。
- 黎寬怡：畢業於時裝設計（榮譽）文學士，無綫電視女藝員，《東張西望》主持，曾修讀無綫電視第29期藝員訓練班
- 劉頌鵬：香港藝人，於2018年畢業於廣告（榮譽）文學士。

## 外部連結
- 官方网站